# Euroliga 2009./10.
Euroliga 2009./10. deseta je sezona najjače europske košarkaške lige. U ovoj sezoni sudjeluje 30 momčadi iz 15 različitih zemalja. Završnica Eurolige odigrat će se u dvorani Palais Omnisports de Paris-Bercy u Parizu. Naslov prošlogodišnjeg prvaka brani grčki Panathinaikos. 

## Momčadi koje nastupaju u Euroligi
| Država                  | Momčadi | Momčadi (rangirane u nacionalnom prvenstvu 2008./09.) | Momčadi (rangirane u nacionalnom prvenstvu 2008./09.) | Momčadi (rangirane u nacionalnom prvenstvu 2008./09.) | Momčadi (rangirane u nacionalnom prvenstvu 2008./09.) | Momčadi (rangirane u nacionalnom prvenstvu 2008./09.) |
| ----------------------- | ------- | ----------------------------------------------------- | ----------------------------------------------------- | ----------------------------------------------------- | ----------------------------------------------------- | ----------------------------------------------------- |
| Grčka (ESAKE A1)        | 4       | Panathinaikos Atena (1)                               | Olympiakaos (2)                                       | Maroussi Atena (3)                                    | Aris Solun (4) [a]                                    |                                                       |
| Španjolska (Liga ACB)   | 4       | Regal FC Barcelona (1)                                | Caja Laboral Baskonia (2)                             | Unicaja Málaga (3)                                    | Real Madrid (4)                                       |                                                       |
| Italija (Lega A Basket) | 4       | Montepaschi Siena (1)                                 | Armani Jeans Milano (2)                               | Benetton Treviso (3)                                  | Lottomatica Roma (5)                                  |                                                       |
| Francuska (LNB Pro A)   | 3       | ASVEL Villeurbanne (1)                                | Entente Orléans Loiret (2)                            | Le Mans (3)                                           |                                                       |                                                       |
| Rusija (Superliga A)    | 2       | CSKA Moskva (1)                                       | Himki Moskva (2)                                      |                                                       |                                                       |                                                       |
| Turska (TBL)            | 2       | Efes Pilsen Istanbul (1)                              | Fenerbahçe Ülker Istanbul (2)                         |                                                       |                                                       |                                                       |
| Litva (LKL)             | 2       | Lietuvos Rytas (1)                                    | Žalgiris Kaunas (2)                                   |                                                       |                                                       |                                                       |
| Njemačka (BBL)          | 2       | EWE Baskets Oldenburg (1)                             | ALBA Berlin (3)                                       |                                                       |                                                       |                                                       |
| Srbija (KLS)            | 1       | Partizan Beograd (1)                                  |                                                       |                                                       |                                                       |                                                       |
| Hrvatska (A1 Liga)      | 1       | Cibona Zagreb (1)                                     |                                                       |                                                       |                                                       |                                                       |
| Izrael (BSL)            | 1       | Maccabi Electra Tel Aviv (1)                          |                                                       |                                                       |                                                       |                                                       |
| Slovenija (SKL)         | 1       | Union Olimpija Ljubljana (1)                          |                                                       |                                                       |                                                       |                                                       |
| Poljska (PLK)           | 1       | Prokom Gdańsk (1)                                     |                                                       |                                                       |                                                       |                                                       |
| Belgija (Ligue Ethias)  | 1       | Spirou Charleroi (1)                                  |                                                       |                                                       |                                                       |                                                       |
| Latvija (LBL)           | 1       | BK Ventspils (1)                                      |                                                       |                                                       |                                                       |                                                       |

## Momčadi koje su izborile direktan nastup i kvalifikacije

#### Momčadi s direktnim nastupom
| Država                  | Momčadi | Momčadi (rangirane u nacionalnom prvenstvu 2008./09.) | Momčadi (rangirane u nacionalnom prvenstvu 2008./09.) | Momčadi (rangirane u nacionalnom prvenstvu 2008./09.) | Momčadi (rangirane u nacionalnom prvenstvu 2008./09.) | Momčadi (rangirane u nacionalnom prvenstvu 2008./09.) |
| ----------------------- | ------- | ----------------------------------------------------- | ----------------------------------------------------- | ----------------------------------------------------- | ----------------------------------------------------- | ----------------------------------------------------- |
| Španjolska (Liga ACB)   | 4       | Regal FC Barcelona (1)                                | Caja Laboral Baskonia (2)                             | Unicaja Málaga (3)                                    | Real Madrid (4)                                       |                                                       |
| Italija (Lega A Basket) | 3       | Montepaschi Siena (1)                                 | Armani Jeans Milano (2)                               | Lottomatica Roma (5)                                  |                                                       |                                                       |
| Grčka (ESAKE A1)        | 2       | Panathinaikos Atena (1)                               | Olympiakos (2)                                        |                                                       |                                                       |                                                       |
| Rusija (Superliga A)    | 2       | CSKA Moskva (1)                                       | Himki Moskva (2)                                      |                                                       |                                                       |                                                       |
| Turska (TBL)            | 2       | Efes Pilsen Istanbul (1)                              | Fenerbahçe Ülker Istanbul (2)                         |                                                       |                                                       |                                                       |
| Litva (LKL)             | 2       | Lietuvos Rytas Vilnius (1)                            | Žalgiris Kaunas (2)                                   |                                                       |                                                       |                                                       |
| Francuska (LNB Pro A)   | 1       | ASVEL Villeurbanne (1)                                |                                                       |                                                       |                                                       |                                                       |
| Srbija (KLS)            | 1       | Partizan Belgrade (1)                                 |                                                       |                                                       |                                                       |                                                       |
| Hrvatska (A1 Liga)      | 1       | Cibona Zagreb (1)                                     |                                                       |                                                       |                                                       |                                                       |
| Izrael (BSL)            | 1       | Maccabi Electra Tel Aviv (1)                          |                                                       |                                                       |                                                       |                                                       |
| Slovenija (SKL)         | 1       | Union Olimpija Ljubljana (1)                          |                                                       |                                                       |                                                       |                                                       |
| Njemačka (BBL)          | 1       | EWE Baskets Oldenburg (1)                             |                                                       |                                                       |                                                       |                                                       |
| Poljska (PLK)           | 1       | Prokom Gdańsk (1)                                     |                                                       |                                                       |                                                       |                                                       |
|                         | 1       | Pobjednik kvalifikacijskog kruga                      |                                                       |                                                       |                                                       |                                                       |
|                         | 1       | Pobjednik kvalifikacijskog kruga                      |                                                       |                                                       |                                                       |                                                       |

#### Momčadi s kvalifikacijskim krugom
| Grčka (ESAKE A1)        | 2 | Maroussi Atena (3)         | Aris Solun (4)[a]         |
| Francuska (LNB Pro A)   | 2 | Entente Orléans Loiret (2) | Le Mans Sarthe Basket (3) |
| Italija (Lega A Basket) | 1 | Benetton Treviso (3)       |                           |
| Njemačka (BBL)          | 1 | ALBA Berlin (3)            |                           |
| Belgija (Ligue Ethias)  | 1 | Spirou Charleroi (1)       |                           |
| Latvija (LBL)           | 1 | BK Ventspils (1)           |                           |

Napomene
- a  Ukrajinski Azovmaš odustao je od nastupa u kvalifikacijama Eurolige zbog financijskih problema, a zamijenio ga je grčki Aris.[1]

## Kvalifikacije

### Prvo pretkolo
| Momčad #1               | Ukup.   | Momčad #2              | 1. uta. | 2. uta. |
| ----------------------- | ------- | ---------------------- | ------- | ------- |
| Spirou Basket Charleroi | 111:134 | Entente Orléans Loiret | 55:53   | 56:81   |
| Ventspils               | 154:161 | Benetton Basket        | 78:73   | 76:88   |
| Le Mans                 | 123:137 | ALBA Berlin            | 61:60   | 62:77   |
| Aris BSA 2003           | 129:156 | Maroussi               | 69:67   | 60:89   |

### Drugo pretkolo
| Momčad #1       | Ukup.   | Momčad #2              | 1. uta. | 2. uta. |
| --------------- | ------- | ---------------------- | ------- | ------- |
| Benetton Basket | 155:162 | Entente Orléans Loiret | 73:82   | 82:80   |
| Maroussi        | 149:145 | ALBA Berlin            | 79:70   | 70:75   |

## Regularna sezona[2]

### Grupa A
|    | Klub                      | Sus. | Pob. | Izg. | PD | PP | Razl. |
| -- | ------------------------- | ---- | ---- | ---- | -- | -- | ----- |
| 1. | Regal FC Barcelona        |      |      |      |    |    |       |
| 2. | Montepaschi Siena         |      |      |      |    |    |       |
| 3. | Cibona Zagreb             |      |      |      |    |    |       |
| 4. | Fenerbahçe Ülker Istanbul |      |      |      |    |    |       |
| 5. | Žalgiris Kaunas           |      |      |      |    |    |       |
| 6. | ASVEL Villeurbanne        |      |      |      |    |    |       |

### Grupa B
|    | Klub                   | Sus. | Pob. | Izg. | PD | PP | Razl. |
| -- | ---------------------- | ---- | ---- | ---- | -- | -- | ----- |
| 1. | Olympiakos             |      |      |      |    |    |       |
| 2. | Partizan Beograd       |      |      |      |    |    |       |
| 3. | Unicaja Málaga         |      |      |      |    |    |       |
| 4. | Efes Pilsen Istanbul   |      |      |      |    |    |       |
| 5. | Lietuvos Rytas Vilnius |      |      |      |    |    |       |
| 6. | Entente Orléans Loiret |      |      |      |    |    |       |

### Grupa C
|    | Klub                     | Sus. | Pob. | Izg. | PD | PP | Razl. |
| -- | ------------------------ | ---- | ---- | ---- | -- | -- | ----- |
| 1. | CSKA Moskva              |      |      |      |    |    |       |
| 2. | Caja Laboral Baskonia    |      |      |      |    |    |       |
| 3. | Maccabi Electra Tel Aviv |      |      |      |    |    |       |
| 4. | Lottomatica Roma         |      |      |      |    |    |       |
| 5. | Union Olimpija Ljubljana |      |      |      |    |    |       |
| 6. | Maroussi                 |      |      |      |    |    |       |

### Grupa D
|    | Klub                  | Sus. | Pob. | Izg. | PD | PP | Razl. |
| -- | --------------------- | ---- | ---- | ---- | -- | -- | ----- |
| 1. | Panathinaikos Atena   |      |      |      |    |    |       |
| 2. | Real Madrid           |      |      |      |    |    |       |
| 3. | Armani Jeans Milano   |      |      |      |    |    |       |
| 4. | Prokom Gdańsk         |      |      |      |    |    |       |
| 5. | Himki Moskva          |      |      |      |    |    |       |
| 6. | EWE Baskets Oldenburg |      |      |      |    |    |       |

## Vanjske poveznice
- Službena stranica

| Euroliga      | Euroliga |
| ------------- | --- |
|               | |
| sezone        | Kup prvaka 1958. • 1958./59. • 1959./60. • 1960./61. • 1961./62. • 1962./63. • 1963./64. • 1964./65. • 1965./66. • 1966./67. • 1967./68. • 1968./69. • 1969./70. • 1970./71. • 1971./72. • 1972./73. • 1973./74. • 1974./75. • 1975./76. • 1976./77. • 1977./78. • 1978./79. • 1979./80. • 1980./81. • 1981./82. • 1982./83. • 1983./84. • 1984./85. • 1985./86. • 1986./87. • 1987./88. • 1988./89. • 1989./90. • 1990./91. Europska liga 1991./92. • 1992./93. • 1993./94. • 1994./95. • 1995./96. FIBA Euroliga 1996./97. • 1997./98. • 1998./99. • 1999./2000. Suproliga 2000./01. ULEB Euroliga 2000./01. • 2001./02. • 2002./03. • 2003./04. • 2004./05. • 2005./06. • 2006./07. • 2007./08. • 2008./09. • 2009./10. • 2010./11. • 2011./12. • 2012./13. • 2013./14. • 2014./15. • 2015./16. • 2016./17. • 2017./18. • 2018./19. • 2019./20. • 2020./21. • 2021./22. • 2022./23. • 2023./24. • 2024./25. |
|               | |
| pobjednici    | Real Madrid (11) \| CSKA Moskva (8) \| Panathinaikos Atena (7) \| Maccabi Tel Aviv (6) \| Varese (5) \| Olympiakos Pirej (3) \| Olimpia Milano (3) \| Split (3) \| ASK Riga (3) \| Cibona Zagreb (2) \| Virtus Bologna (2) \| Cantú (2) \| Barcelona (2) \| Anadolu Efes (2) \| Bosna Sarajevo (1) \| Limoges CSP (1) \| Dinamo Tbilisi (1) \| Virtus Rim (1) \| Žalgiris Kaunas (1) \| Partizan Beograd (1) \| Joventut Badalona (1) \| Fenerbahçe Istanbul (1) |
|               | |
| ostalo        | Uvodni turnir Eurolige • Interkontinentalni kup • McDonald's Open • Klubovi sudionici • 50 osoba koje su najviše pridonijele Euroligi • Kategorija |
| Kup prvaka    | 1958. • 1958./59. • 1959./60. • 1960./61. • 1961./62. • 1962./63. • 1963./64. • 1964./65. • 1965./66. • 1966./67. • 1967./68. • 1968./69. • 1969./70. • 1970./71. • 1971./72. • 1972./73. • 1973./74. • 1974./75. • 1975./76. • 1976./77. • 1977./78. • 1978./79. • 1979./80. • 1980./81. • 1981./82. • 1982./83. • 1983./84. • 1984./85. • 1985./86. • 1986./87. • 1987./88. • 1988./89. • 1989./90. • 1990./91. |
|               | |
| Europska liga | 1991./92. • 1992./93. • 1993./94. • 1994./95. • 1995./96. |
|               | |
| FIBA Euroliga | 1996./97. • 1997./98. • 1998./99. • 1999./2000. |
|               | |
| Suproliga     | 2000./01. |
|               | |
| ULEB Euroliga | 2000./01. • 2001./02. • 2002./03. • 2003./04. • 2004./05. • 2005./06. • 2006./07. • 2007./08. • 2008./09. • 2009./10. • 2010./11. • 2011./12. • 2012./13. • 2013./14. • 2014./15. • 2015./16. • 2016./17. • 2017./18. • 2018./19. • 2019./20. • 2020./21. • 2021./22. • 2022./23. • 2023./24. • 2024./25. |

| Kup prvaka    | 1958. • 1958./59. • 1959./60. • 1960./61. • 1961./62. • 1962./63. • 1963./64. • 1964./65. • 1965./66. • 1966./67. • 1967./68. • 1968./69. • 1969./70. • 1970./71. • 1971./72. • 1972./73. • 1973./74. • 1974./75. • 1975./76. • 1976./77. • 1977./78. • 1978./79. • 1979./80. • 1980./81. • 1981./82. • 1982./83. • 1983./84. • 1984./85. • 1985./86. • 1986./87. • 1987./88. • 1988./89. • 1989./90. • 1990./91. |
|               | |
| Europska liga | 1991./92. • 1992./93. • 1993./94. • 1994./95. • 1995./96. |
|               | |
| FIBA Euroliga | 1996./97. • 1997./98. • 1998./99. • 1999./2000. |
|               | |
| Suproliga     | 2000./01. |
|               | |
| ULEB Euroliga | 2000./01. • 2001./02. • 2002./03. • 2003./04. • 2004./05. • 2005./06. • 2006./07. • 2007./08. • 2008./09. • 2009./10. • 2010./11. • 2011./12. • 2012./13. • 2013./14. • 2014./15. • 2015./16. • 2016./17. • 2017./18. • 2018./19. • 2019./20. • 2020./21. • 2021./22. • 2022./23. • 2023./24. • 2024./25. |

| Euroliga      | Euroliga |
| ------------- | --- |
|               | |
| sezone        | Kup prvaka 1958. • 1958./59. • 1959./60. • 1960./61. • 1961./62. • 1962./63. • 1963./64. • 1964./65. • 1965./66. • 1966./67. • 1967./68. • 1968./69. • 1969./70. • 1970./71. • 1971./72. • 1972./73. • 1973./74. • 1974./75. • 1975./76. • 1976./77. • 1977./78. • 1978./79. • 1979./80. • 1980./81. • 1981./82. • 1982./83. • 1983./84. • 1984./85. • 1985./86. • 1986./87. • 1987./88. • 1988./89. • 1989./90. • 1990./91. Europska liga 1991./92. • 1992./93. • 1993./94. • 1994./95. • 1995./96. FIBA Euroliga 1996./97. • 1997./98. • 1998./99. • 1999./2000. Suproliga 2000./01. ULEB Euroliga 2000./01. • 2001./02. • 2002./03. • 2003./04. • 2004./05. • 2005./06. • 2006./07. • 2007./08. • 2008./09. • 2009./10. • 2010./11. • 2011./12. • 2012./13. • 2013./14. • 2014./15. • 2015./16. • 2016./17. • 2017./18. • 2018./19. • 2019./20. • 2020./21. • 2021./22. • 2022./23. • 2023./24. • 2024./25. |
|               | |
| pobjednici    | Real Madrid (11) \| CSKA Moskva (8) \| Panathinaikos Atena (7) \| Maccabi Tel Aviv (6) \| Varese (5) \| Olympiakos Pirej (3) \| Olimpia Milano (3) \| Split (3) \| ASK Riga (3) \| Cibona Zagreb (2) \| Virtus Bologna (2) \| Cantú (2) \| Barcelona (2) \| Anadolu Efes (2) \| Bosna Sarajevo (1) \| Limoges CSP (1) \| Dinamo Tbilisi (1) \| Virtus Rim (1) \| Žalgiris Kaunas (1) \| Partizan Beograd (1) \| Joventut Badalona (1) \| Fenerbahçe Istanbul (1) |
|               | |
| ostalo        | Uvodni turnir Eurolige • Interkontinentalni kup • McDonald's Open • Klubovi sudionici • 50 osoba koje su najviše pridonijele Euroligi • Kategorija |
| Kup prvaka    | 1958. • 1958./59. • 1959./60. • 1960./61. • 1961./62. • 1962./63. • 1963./64. • 1964./65. • 1965./66. • 1966./67. • 1967./68. • 1968./69. • 1969./70. • 1970./71. • 1971./72. • 1972./73. • 1973./74. • 1974./75. • 1975./76. • 1976./77. • 1977./78. • 1978./79. • 1979./80. • 1980./81. • 1981./82. • 1982./83. • 1983./84. • 1984./85. • 1985./86. • 1986./87. • 1987./88. • 1988./89. • 1989./90. • 1990./91. |
|               | |
| Europska liga | 1991./92. • 1992./93. • 1993./94. • 1994./95. • 1995./96. |
|               | |
| FIBA Euroliga | 1996./97. • 1997./98. • 1998./99. • 1999./2000. |
|               | |
| Suproliga     | 2000./01. |
|               | |
| ULEB Euroliga | 2000./01. • 2001./02. • 2002./03. • 2003./04. • 2004./05. • 2005./06. • 2006./07. • 2007./08. • 2008./09. • 2009./10. • 2010./11. • 2011./12. • 2012./13. • 2013./14. • 2014./15. • 2015./16. • 2016./17. • 2017./18. • 2018./19. • 2019./20. • 2020./21. • 2021./22. • 2022./23. • 2023./24. • 2024./25. |

| Kup prvaka    | 1958. • 1958./59. • 1959./60. • 1960./61. • 1961./62. • 1962./63. • 1963./64. • 1964./65. • 1965./66. • 1966./67. • 1967./68. • 1968./69. • 1969./70. • 1970./71. • 1971./72. • 1972./73. • 1973./74. • 1974./75. • 1975./76. • 1976./77. • 1977./78. • 1978./79. • 1979./80. • 1980./81. • 1981./82. • 1982./83. • 1983./84. • 1984./85. • 1985./86. • 1986./87. • 1987./88. • 1988./89. • 1989./90. • 1990./91. |
|               | |
| Europska liga | 1991./92. • 1992./93. • 1993./94. • 1994./95. • 1995./96. |
|               | |
| FIBA Euroliga | 1996./97. • 1997./98. • 1998./99. • 1999./2000. |
|               | |
| Suproliga     | 2000./01. |
|               | |
| ULEB Euroliga | 2000./01. • 2001./02. • 2002./03. • 2003./04. • 2004./05. • 2005./06. • 2006./07. • 2007./08. • 2008./09. • 2009./10. • 2010./11. • 2011./12. • 2012./13. • 2013./14. • 2014./15. • 2015./16. • 2016./17. • 2017./18. • 2018./19. • 2019./20. • 2020./21. • 2021./22. • 2022./23. • 2023./24. • 2024./25. |

| Košarkaška natjecanja u sezoni 2009./10. | Košarkaška natjecanja u sezoni 2009./10.                                |
| ---------------------------------------- | ----------------------------------------------------------------------- |
|                                          |                                                                         |
| Košarkaške lige                          | NLB liga 2009./10. \| A-1 HKL 2009./10. \| 1. A SKL 2009./10.           |
|                                          |                                                                         |
| Europska košarkaška natjecanja           | Euroliga 2009./10. \| EuroChallenge 2009./10. \| ULEB Eurokup 2009./10. |
|                                          |                                                                         |
| Američka košarkaška natjecanja           | NBA 2009./10.                                                           |
|                                          |                                                                         |
| Europska prvenstva                       | Europsko prvenstvo u košarci – Poljska 2009.                            |

| Košarkaška natjecanja u sezoni 2009./10. | Košarkaška natjecanja u sezoni 2009./10.                                |
| ---------------------------------------- | ----------------------------------------------------------------------- |
|                                          |                                                                         |
| Košarkaške lige                          | NLB liga 2009./10. \| A-1 HKL 2009./10. \| 1. A SKL 2009./10.           |
|                                          |                                                                         |
| Europska košarkaška natjecanja           | Euroliga 2009./10. \| EuroChallenge 2009./10. \| ULEB Eurokup 2009./10. |
|                                          |                                                                         |
| Američka košarkaška natjecanja           | NBA 2009./10.                                                           |
|                                          |                                                                         |
| Europska prvenstva                       | Europsko prvenstvo u košarci – Poljska 2009.                            |